# سنت-افمی
سنت-افمی (به فرانسوی: Sainte-Euphémie) یک کمون در فرانسه است که در canton of Reyrieux واقع شده‌است.

## خصوصیات
سنت-افمی ۴٫۶۰ کیلومترمربع مساحت و ۱٬۳۹۲ نفر جمعیت دارد.